# Poika
ろうそくぼうや Poika(ろうそくぼうやポイカ)は、バンダイから発売されている、自然光などに反応して玩具である。
うなずきんと同じrainbowspice!がデザイン、製作した。

## 概要
2006年9月に「ITS' DEMO」で先行発売し、同年10月に本格的に発売開始した。
カラーリングは全部で4色。(以下、炎の色×ろうそく本体の色を明記)
- 赤×白
- オレンジ×クリーム
- ピンク×ブルー
- イエロー×ピンク

## キャラクターとしての「Poika」
ポイカは遠い昔、ある国のお屋敷の屋根裏部屋の隅で生まれた炎の妖精。
初めはひとりぼっちだったが、屋敷の中にいた蜘蛛や白蛇、蛾、蝙蝠とともだちになる。
暗い時は本体のろうそくからポイカが回転しながら現れ、頭の炎が光る。
まわりが明るくなるか、頭に息を吹きかけると、ろうそくの光が消える。
明るい時には本体のろうそくの中に隠れていて、スイッチを押してろうそくをトントトトンと叩くと姿を現す。